# 横芝光インターチェンジ
横芝光インターチェンジ（よこしばひかりインターチェンジ）は、千葉県山武郡横芝光町にある銚子連絡道路のインターチェンジである。
自動車専用道路・有料道路としての銚子連絡道路は当ICが終点であり、当IC以東は歩行者・軽車両の通行規制がある無料の一般道路となる。

## 歴史
- 2006年（平成18年）3月25日：横芝光インターチェンジとして開通[1]。
当初「（仮）光IC」であったが、合併の関係で本名称になった。
- 2024年（令和6年）3月31日：銚子連絡道路二期（一般道路区間）として横芝光IC - 匝瑳IC間開通[2]。

## 道路
当初はトランペット型の立体交差構造を取る想定で建設・用地取得が行われ、二期区間延伸まで本線からランプに直接流入する暫定構成となっていた。しかし、銚子連絡道路二期が一般道路規格に格下げされて整備されることになり、当ICも本線が平面交差で直接一般道に接続する構造に変更になったため、二期区間開通に合わせて道路切替工事が行われ、ランプは廃道となった。

### 直接接続
- 銚子連絡道路（松尾横芝IC - 当IC間は有料・自動車専用道路、当ICから銚子方面は無料の一般道路）
- 国道126号支線（横芝光IC取付道路、一般道路扱い）

### 間接接続
- 国道126号（現道）

## 周辺
- 横芝光町役場
- 横芝光町立光中学校

## バス停
インター北側に高速バス専用停留所と無料駐車場が併設され、パークアンドライドに利用可能。京成バス・千葉交通が運行する東京〜銚子線（横芝光・旭ルート）が乗り入れる。停留所名は横芝光IC。

## 隣
銚子連絡道路
（ C4 圏央道：(94)山武成東IC - ） (93)松尾横芝IC - 横芝光IC - 宮川交差点 - 匝瑳西IC
- 松尾横芝ICには銚子連絡道路と一般道を結ぶ出入口が設置されていないため、当ICから上り方面へ流入すると圏央道山武成東ICまで出られない。